# Rio Santo Antônio (vattendrag i Brasilien, Bahia, lat -12,77, long -41,27)
Rio Santo Antônio är ett vattendrag i Brasilien.   Det ligger i delstaten Bahia, i den östra delen av landet, 800 km öster om huvudstaden Brasília.
I omgivningarna runt Rio Santo Antônio växer huvudsakligen savannskog. Runt Rio Santo Antônio är det glesbefolkat, med 10 invånare per kvadratkilometer.